# Il poeta
Il poeta è un romanzo thriller del 1996 dello scrittore statunitense Michael Connelly, pubblicato nel 1997. Si tratta del primo libro dedicato alle vicende di Jack McEvoy.
Nel 1997 il romanzo ha vinto il Premio Dilys), l'Anthony Award e il Premio Nero Wolfe

## Trama
Protagonista della storia è Jack McEvoy, un giornalista di nera del Rocky di Denver. La morte questa volta lo coinvolge in modo diretto: suo fratello gemello Sean, poliziotto, è stato trovato morto suicida sulla sponda del lago dove, anni prima era morta la loro sorella. Una notizia sconvolgente cui Jack non riesce a credere. Suo fratello non può essersi ucciso. Lui lo conosceva.

Decide di scrivere un articolo sulle morti per suicidio nella polizia, arrivando ben presto ad una scoperta: il fratello è stato ucciso. E non è stato il primo. Jack riporta alla luce morti di altri poliziotti archiviate come suicidi, dietro le quali si nasconde uno spietato serial killer. Il suo biglietto da visita è un verso di una poesia di Edgar Allan Poe.

Grazie agli indizi raccolti riesce a convincere quindi l'F.B.I. ad iniziare un'indagine piena di colpi di scena alla quale parteciperà in prima persona; una lotta contro il tempo per catturare "il poeta", prima che colpisca ancora e causi altre vittime innocenti.

## Edizioni in italiano
- Michael Connelly, Il poeta, traduzione di Gianni Montanari, Casale Monferrato: Piemme, 1999
- Michael Connelly, Il poeta, traduzione di Gianni Montanari, Casale Monferrato: Piemme pocket, 2001
- Michael Connelly, Il poeta: thriller (5 volumi Braille), Monza: Biblioteca italiana per i ciechi, 2004
- Michael Connelly, Il poeta, traduzione di Gianni Montanari, Casale Monferrato: Piemme bestseller, 2007
- Michael Connelly, Il poeta, traduzione di Gianni Montanari, Milano: Mondadori, 2010
- Michael Connelly, I thriller del poeta (contiene: Il poeta; Il poeta è tornato), Milano: Pickwick: Piemme, 2020